# Royaume albanais (1928-1939)
Pour les articles homonymes, voir Royaume d'Albanie.
 (août 2022).
Si vous disposez d'ouvrages ou d'articles de référence ou si vous connaissez des sites web de qualité traitant du thème abordé ici, merci de compléter l'article en donnant les références utiles à sa vérifiabilité et en les liant à la section « Notes et références ».
1928–1939
Entités précédentes :
- République albanaise

Entités suivantes :
- Occupation italienne

Le Royaume albanais (Mbretnija Shqiptare, également traduit en français par royaume d'Albanie) a été le gouvernement de l'Albanie de 1928 à 1939.

## Histoire
La monarchie albanaise a été proclamée le 1er septembre 1928 lorsque le président Ahmet Zogu s'est proclamé roi sous le nom de Zog Ier après avoir modifié la Constitution. 
Dès 1929 sont instaurés un code civil, un code pénal et un code commercial. La féodalité est éradiquée et l'Albanie est proclamée pays laïc. Le suffrage universel est établi et se développent à travers tout le pays des infrastructures, des routes, des écoles, des hôpitaux, etc. En 1930, une réforme de l’agriculture est entreprise, mais devant les réticences des grands propriétaires, principaux soutiens de Zog, cette action se solde sur un échec. La crise de 1929 n’épargne pas le royaume, qui voit le renforcement du contrôle italien sur son économie. Zog, pour contrebalancer cette influence, avait conservé un encadrement britannique dans la gendarmerie, au grand dam de Mussolini. Ce dernier, ne supportant pas cet affront, prit prétexte des intérêts non-payés en 1932 et 1933 pour exiger le renvoi des Britanniques et la nomination d'officiers italiens à leur place. Il tente aussi d’imposer une union douanière donnant ainsi aux Italiens le contrôle des entreprises nationales. Zog refuse, et cherche désespérément l’aide de pays voisins. Il signe alors rapidement des traités avec la Yougoslavie et la Grèce, et nationalise, sans succès, l’enseignement, dirigé en grande partie par des prêtres italiens. Le 22 juin 1934, Mussolini envoie la marine italienne faire une démonstration navale à Durrës. Zog n’a plus d’autre choix que de se soumettre. Le Duce lui fait alors signer son traité de mainmise sur l’économie albanaise par des sociétés italiennes. Le montant total des investissements italiens atteignent dès lors 280 millions de francs-or, correspondant à dix fois le budget annuel du royaume, en faisant un protectorat italien de fait. 
En avril 1939, l'Albanie est envahie par l'Italie, qui la transforme alors en royaume vassal.
En 1944, lors de la libération, Zog se voit interdire l'entrée en Albanie par les partisans albanais et yougoslaves, qui répriment les mouvements nationalistes albanais, pendant et après la guerre et termine sa vie en exil.
En 1997, un référendum est organisé en Albanie pour statuer sur un possible rétablissement de la monarchie. Il est rejeté par deux tiers des votants mais le président de l’époque reconnaît 14 ans plus tard que les résultats avaient été falsifiés.